# Erkin Koray
Mustafa Erkin Koray, född 24 juni 1941 i Kadıköy, Istanbul, död 7 augusti 2023 i Toronto, Kanada, var en turkisk musiker aktiv inom turkisk rockmusik sedan 1950- och 1960-talen. Enligt många är han pionjären för rockmusik i Turkiet, då han spelade covers på bland annat Elvis Presley och Fats Domino. Han är även den första turkiska musikern att använda sig av elgitarr.
I slutet av 1960-talet var han känd som en av de stora profilerna för psykedelisk musik i Turkiet, och släppte sin första psykedeliska singel Anma Arkadaş år 1967. I början av 1970-talet startade Koray trion Ter, som dock bara producerade en enda singel innan de splittrades, kallad Hor Görme Garibi. Anledningen till gruppens korta karriär var att skivbolaget Istanbul Records inte var nöjda med gruppens material. Ters musik ansågs vara för influerad av glamrock och psykedelia, med bl.a långa gitarrsolon. Trots skivbolagets nekande var Erkin fortfarande stor bland folket och han släppte sitt första soloalbum Erkin Koray 1973.

## Diskografi
- Erkin Koray (1973)
- Elektronik Türküler (1974)
- 2 (1976)
- Tutkusu (1977)